# The Bug Parade
Pour plus de détails, voir Fiche technique et Distribution.
The Bug Parade est un court métrage d'animation américain réalisé par Tex Avery et Friz Freleng, produit par Leon Schlesinger Studios et distribué par Warner Bros. en 1941.